# Ceremonie

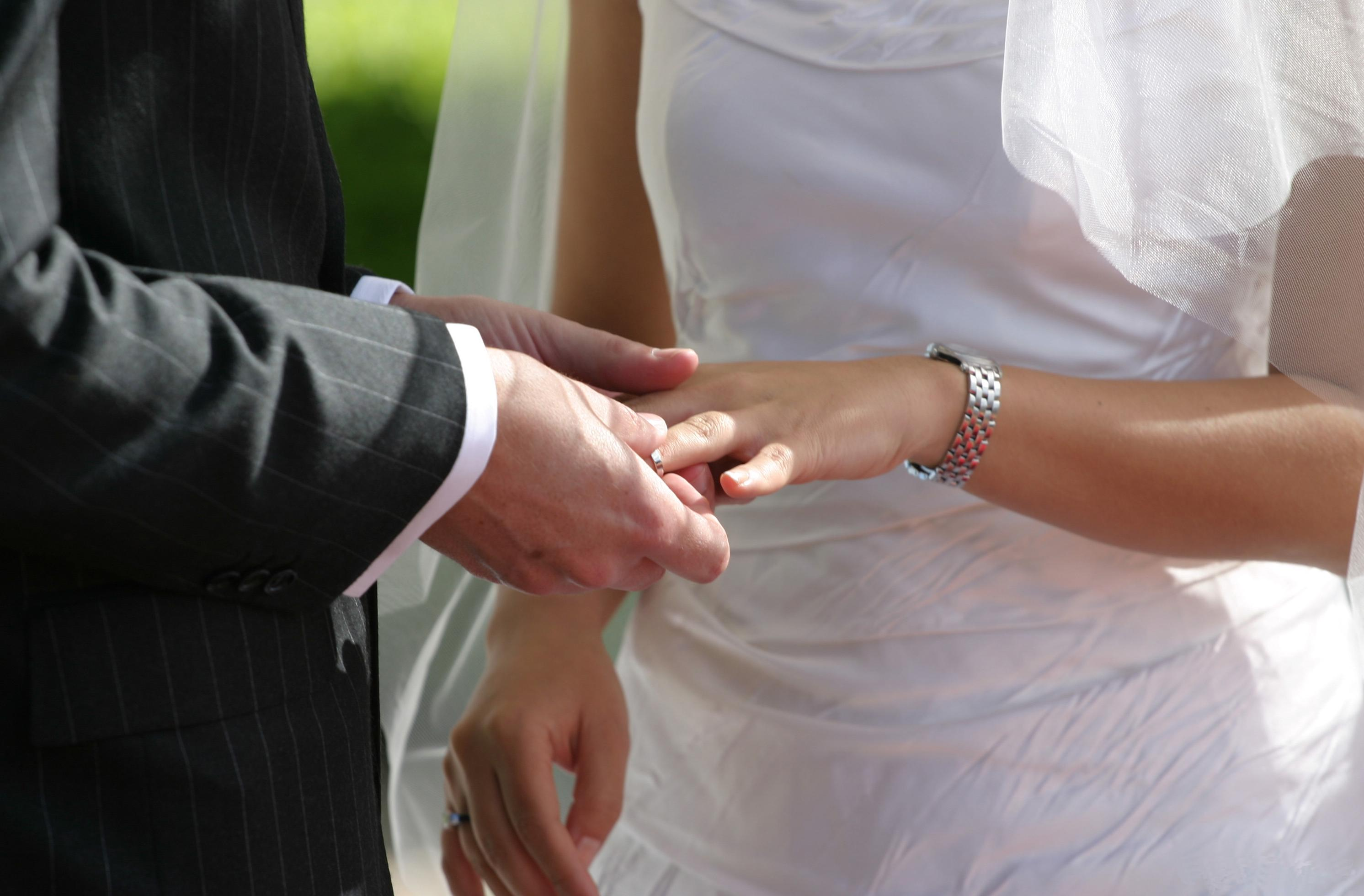
Uitwisseling van de ringen tijdens een huwelijksceremonie

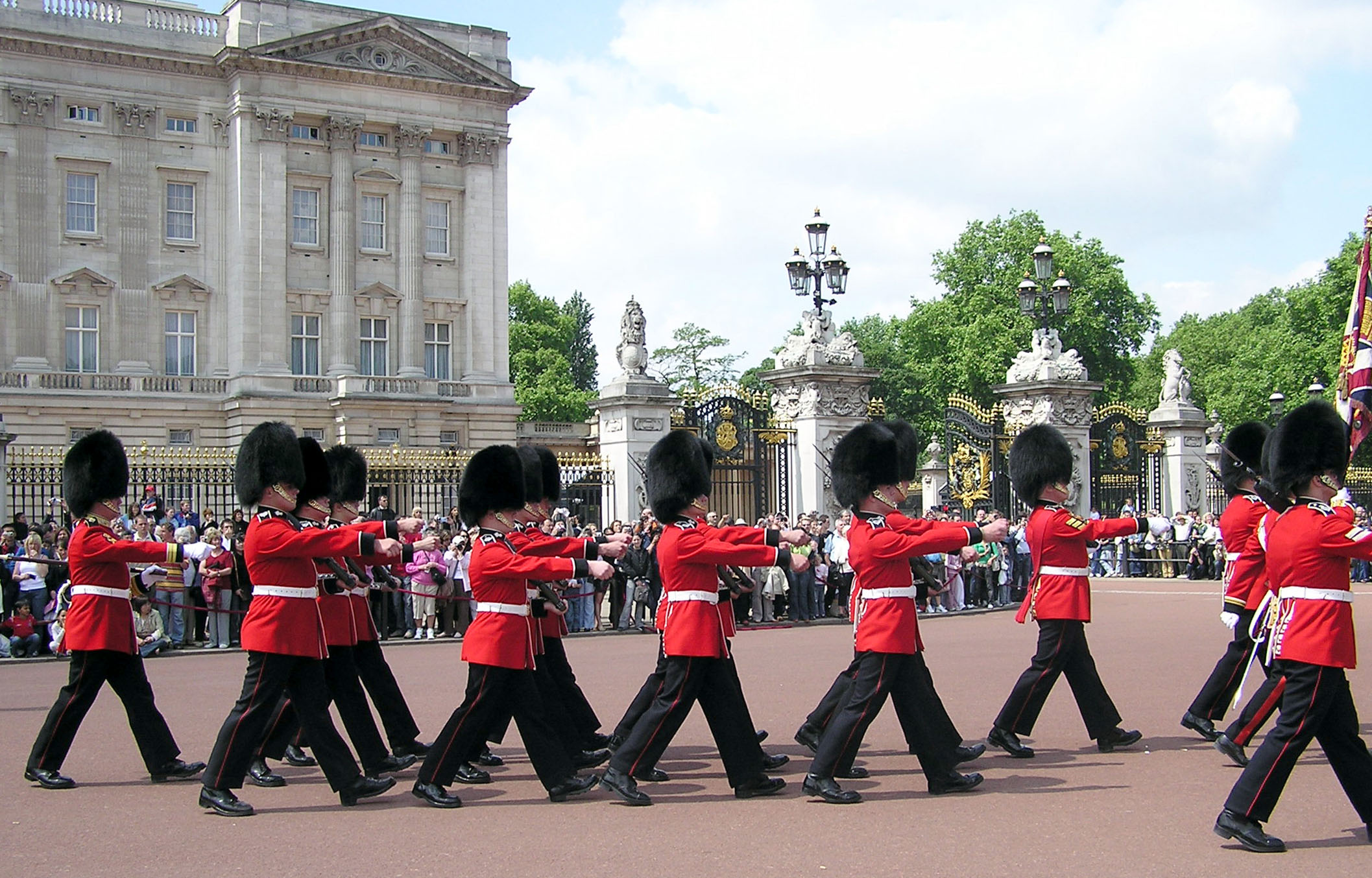
Aflossing van de wacht bij Buckingham Palace

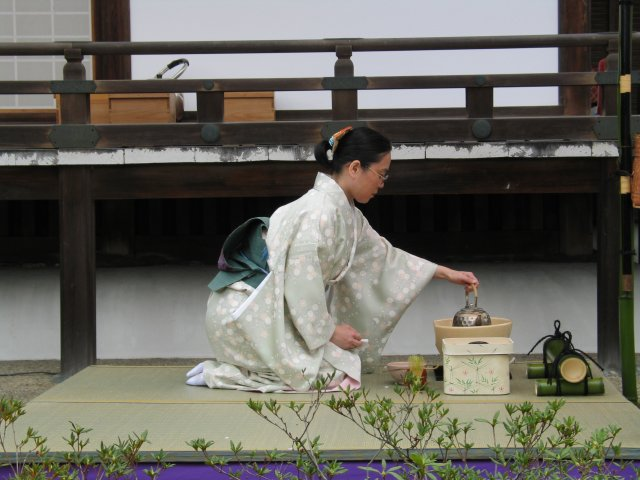
Japanse theeceremonie

Een ceremonie is een plechtigheid die een belangrijke gebeurtenis markeert. Tijdens een ceremonie worden rituele handelingen uitgevoerd, die vaak strikt vastgelegd zijn. Sommige ceremoniën zijn eenmalige gebeurtenissen, andere ceremoniën worden regelmatig uitgevoerd en zijn vaak een eeuwenoude traditie.
Een ceremonie kan bijvoorbeeld de belangrijkste gebeurtenissen in een mensenleven (rites de passages) markeren, zoals een geboorte, huwelijk of dood. In veel culturen en kerkgemeenschappen worden ook ceremonies gevierd wanneer iemand volwassen wordt, zoals het vormsel in de rooms-katholieke kerk en de bar mitswa en bat mitswa in het jodendom.
Een inwijding is een ceremonie die de toetreding markeert van een persoon tot een bepaalde groep of organisatie, zoals novices in een religieuze kloostergemeenschap of orde, schachten in een Vlaamse studentenclub en leerlingen in een vrijmetselaarsloge.
Veel ceremoniële handelingen maken deel uit van de nationale identiteit, zoals het hijsen van een vlag en spelen van een volkslied. Een belangrijke ceremonie in Nederland is Prinsjesdag, waarbij het staatshoofd elk jaar de troonrede uitspreekt in de Ridderzaal. Ceremonies worden ook uitgevoerd bij het aantreden van een nieuwe vorst, de kroning of inhuldiging tot koning of koningin, of bij de benoeming van een belangrijk persoon zoals de paus en de presidenten van bijvoorbeeld Frankrijk en de Verenigde Staten. In België moet een nieuwe koning een speciale ceremonie uitvoeren, de Eedaflegging van de Koning der Belgen.
Sommige ceremonies worden uitgevoerd om gebeurtenissen of personen te herdenken, zoals de Nationale Dodenherdenking in Nederland, of om bepaalde personen te eren door prijzen en onderscheidingen uit te reiken. Ceremonies worden gehouden bij de ondertekening van een wet of verdrag, het leggen van de eerste steen of officieel openen van een bouwwerk ("lintjesknippen"), de tewaterlating van een schip, en bij het begin en einde van belangrijke evenementen, zoals de openingsceremonie van de Olympische Spelen, waarbij de Olympische vlam wordt ontstoken.
Bepaalde ceremonies, vaak religieus, markeren speciale dagen, zoals de wekelijkse sabbat, een zonnewende of de feestdagen van christelijke heiligen.
In verschillende Aziatische landen, waaronder Japan, China en Zuid-Korea, wordt een theeceremonie uitgevoerd. Hierbij is het drinken van thee een semi-religieuze ceremonie geworden van strikt vastgelegde handelingen volgens een eeuwenoude traditie.
Veel ceremoniën worden uitgevoerd door een hooggeplaatst persoon. Een ceremonie wordt geleid door een ceremoniemeester. Een ceremonieel protocol is de verzameling van geschreven of ongeschreven regels die de gang van zaken aan een koninklijk hof, regeringsinstantie, rechtbank of universiteit vastlegt. Zo'n protocol bepaalt bijvoorbeeld hoe een staatsbezoek of wetenschappelijke promotie dient te verlopen.
Sommige uitspraken zijn onlosmakelijk verbonden aan een ceremonie, zoals Ik zweer trouw aan..., Ik wens u een behouden vaart of Ik verklaar u hierbij tot man en vrouw. Daarnaast kan een ceremonie fysieke elementen bevatten zoals een processie, dans of het afvuren van geweer- of kanonschoten. Ook bepaalde kleding, voedsel en drank, wapens en andere attributen kunnen deel uitmaken van een ceremonie.